# Виссер, Анна
Анна Румерс Виссер (нидерл. Anna Roemers Visscher; 1583, Амстердам — 6 декабря 1651, Алкмар) — нидерландская поэтесса, дочь Румера Виссера и сестра Марии Тесселсхаде Виссер.
Как и сестра, получила хорошее образование, в том числе в области иностранных языков, каллиграфии и гравюры на стекле, занималась написанием стихов и получила определённую известность как гравировщица. Владела техникой так называемого алмазного пунктирования: нанесения мелких точек и штрихов на поверхность стекла с помощью специального стержня с алмазом на конце.
Вместе с сестрой они были единственными женщинами, входившими в кружок интеллектуалов Мёйдена. Замуж вышла только в 41 год, долго отказывая различным ухажёрам, в 1640 году овдовела. Состояла в дружбе со многими литераторами Нидерландов своего времени, из которых некоторые считали её первой поэтессой Нидерландов (и даже титуловали «голландской Сафо»), в то время как другие отмечали, что её сестра Мария превосходит её талантом.
Стихи Анны (преимущественно сонеты и оды) не были опубликованы при её жизни; их первое издание осуществил в 1881 году поэт Николас Бетс. Помимо написания собственных стихов занималась также переводами.